# Hemistola antigone
Hemistola antigone es una especie de polillas de la familia Geometridae, descrita por primera vez por el lepidopterólogo Louis Beethoven Prout en 1917, con distribución en India. El holotipo de la especie, un espécimen macho, fue descrito en los bosques de las montañas Khasi.

## Descripción
Es una polilla pequeña, con una envergadura de 34 a 36 milímetros (1,3 a 1,4 plg). La cara y palpos son de color rojo intenso. El vértice es verde pálido. Las antenas no son pectinadas. El tórax superior es verde.

### Alas
El ala anterior es verde azulado, con cierto parecido a H. rubrimargo. El borde costal del ala se ve muy estrechamente color ocre, con puntos oscuros. El punto celular es agudo, color rojo mezclado con negro, con una circunscripción ligeramente pálida. La línea terminal es roja, mezclada con negro. Cuenta con una franja proximalmente blanca entre las venas, con marcas rojizas más largas opuestas a las venas. El ala posterior es algo estrecha en comparación con H. rubrimargo y H. fuscimargo, similar en patrones y color al ala anterior, sin línea antemediana.